# Accident aérien de Munich
Vol British European Airways 609
L'accident aérien de Munich est une catastrophe aérienne survenue le 6 février 1958 à 15 h 9 GMT, sur l'aéroport de Munich-Riem. L'Airspeed AS.57 Ambassador effectuant le vol British European Airways 609 s'écrase en bout de piste lors de sa troisième tentative de décollage, sur une piste enneigée. L'avion transporte alors les membres de l'équipe du Manchester United Football Club surnommée les Busby Babes, ainsi que plusieurs supporters et journalistes. Vingt des quarante-quatre personnes présentes dans l'avion meurent durant la catastrophe. Les blessés, pour certains inconscients après l'accident, sont transférés à l'hôpital Rechts der Isar, à Munich, où trois personnes supplémentaires mourront des suites de leurs blessures. Seules vingt-et-une personnes survivront au crash.
L'équipe de Manchester United revient d'un match de Coupe d'Europe des clubs champions joué à Belgrade contre l'Étoile rouge et fait escale à Munich pour un ravitaillement en carburant, l'autonomie des Airspeed Ambassador ne permettant pas un vol direct jusqu'à Manchester.

## Contexte du drame

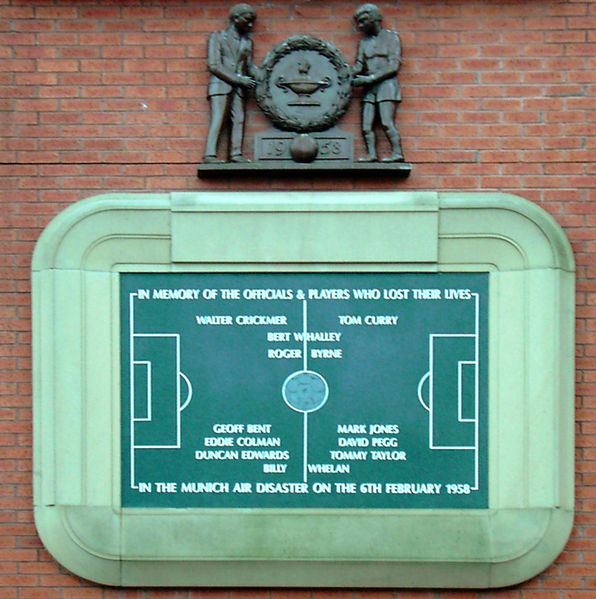
Plaque commémorative des victimes du Février

En avril 1955, l'Union des associations européennes de football (UEFA) met en place la Coupe des clubs champions européens, compétition opposant les clubs champions des fédérations affiliées à l'UEFA. La première édition de la compétition est prévue pour la saison 1955-1956. Le Chelsea Football Club, champion d'Angleterre lors de la saison 1954-1955, est ainsi qualifié pour participer à la première édition de la Coupe d'Europe mais le président de la Football League, Alan Hardaker, refuse que le club y participe, pensant que cela pourrait nuire au football anglais. La saison suivante, le Manchester United Football Club, entraîné par l'Écossais Matt Busby, remporte le championnat d'Angleterre et obtient donc son billet pour la Coupe d'Europe,,. Malgré un nouveau refus de la Football League, Busby et son président Harold Hardman, bien aidés du président de la Fédération anglaise de football et de son président Stanley Rous, s'opposent à la décision de la Ligue et font de Manchester United le premier club anglais à participer à la compétition européenne.
Les débuts des Busby Babes dans la compétition sont un succès puisqu'ils atteignent les demi-finales de la compétition. Ils perdent néanmoins leur double confrontation face aux précédents et prochains vainqueurs le Real Madrid Club de Fútbol. En championnat, la jeune équipe de Manchester United obtient un nouveau titre de champion d'Angleterre, se qualifie donc pour l'édition 1957-1958 de la compétition et s'y présente en tant que favorite, au vu de son parcours lors de l'édition précédente. Lors de cette saison 1957-1958, l'équipe de Manchester United doit évoluer en championnat les samedis et jouer ses matchs de coupe d'Europe en milieu de semaine. Malgré les dangers que représentent les vols internationaux à l'époque, les Busby Babes sont contraints d'utiliser ce mode de déplacement afin d'être compétitifs en championnat.
Après des victoires contre le Shamrock Rovers Football Club puis le Dukla Prague lors du premier tour de la compétition, United est confronté à l'Étoile rouge de Belgrade, club yougoslave lors des quarts de finale. Les Busby remportent le match aller à Old Trafford sur le score de 2 buts à 1, le 14 janvier 1958 et se préparent donc à voyager jusqu'en Yougoslavie le 5 février. Lors du tour précédent, sur le chemin du retour, un épais brouillard au-dessus de l'Angleterre empêche le survol du pays jusqu'à Manchester et oblige les mancuniens à voler jusqu'à Amsterdam pour prendre un ferry depuis Hoek van Holland vers Harwich et rejoindre Manchester par le train. Ce voyage a un impact important sur les performances des Busby Babes qui n'obtiennent que le match nul 3 buts partout face au Birmingham City Football Club, trois jours plus tard.
Afin de ne pas subir le même type de trajet et être plus compétitif en championnat, le club affrète un avion de la British European Airways pour le match retour face à l'Étoile rouge. La confrontation se solde par un score nul de 3 buts synonyme de qualification des Busby Babes pour les demi-finales de coupe d'Europe. Le décollage depuis l'aéroport de Belgrade est retardé d'une heure après que l'ailier droit Johnny Berry a perdu son passeport et l'avion atterrit à Munich à 13h15 GMT pour se ravitailler,,.

### Appareil et personnel navigant
L'appareil utilisé pour le retour en Angleterre est un Airspeed AS.57 Ambassador 2 de six ans, construit en 1952 et certifié la même année.
Le pilote, James Thain (en), est un ancien flight lieutenant de la Royal Air Force. D'abord sergent, puis warrant officer, il devient acting pilot officer en avril 1944, puis est promu pilot officer en septembre 1944. Quatre ans plus tard, en mai 1948, il est promu flight lieutenant. Il quitte ensuite la RAF pour rejoindre la British European Airways (BEA).

## L'accident
Après deux tentatives infructueuses de décollage, les pilote et copilote de l'avion décident, en accord avec un ingénieur, de tenter un troisième décollage. Même si certains joueurs et journalistes songent à passer la nuit à Munich, tous reprennent place dans l'avion. Comme pour les deux précédentes tentatives, la troisième est un échec : l'avion roule sur la piste mais ne parvient pas à décoller. Ayant pris trop de vitesse, il ne peut éviter de percuter une maison et un entrepôt de carburant qui explose, le feu se propageant à la carcasse de l'avion.
Les causes paraissent floues ; les enquêteurs allemands pensent que les ailes n'avaient pas été entièrement déneigées, ce qui aurait alourdi l'avion et empêché ce dernier de quitter le sol. Ils inculpent le commandant de bord qui réussit néanmoins à faire rouvrir l'enquête. Il dénonce le fait que plusieurs témoignages soient passés sous silence. Car, pour lui, la cause la plus probable semble être la présence sur la piste de décollage d'une plaque de neige fondue, de la névasse, phénomène provoquant une importante chute de vitesse. La Grande-Bretagne ouvre une enquête et démontre, grâce à plusieurs témoignages et de nombreuses investigations, que la cause du crash est bien la neige sur la piste.

## Bilan du crash
Onze membres de l'équipe, dont huit « Busby Babes » (surnom donné aux très jeunes joueurs talentueux repérés par Matt Busby et intégrés à l'équipe), meurent lors du crash ou des suites de leurs blessures dans les jours suivant l'accident.
L'un des Busby Babes, le jeune Duncan Edwards, ne se remit pas de ses blessures et rendra l'âme le 21 février 1958, à 21 ans. Ce joueur était considéré comme un jeune prodige devant surpasser Pelé, tant par son entraîneur Matt Busby, que par Bobby Charlton, un joueur qui survécut à l'accident.
Harry Gregg sauva ses coéquipiers Bobby Charlton et Dennis Viollet, mais également Vera Lukić et sa fille Venona en les faisant sortir de l'avion. Johnny Berry survécut également, mais arrêta sa carrière sportive à la suite de ses blessures.
La vie a continué pour les survivants de la tragédie. Certains ont recommencé à jouer, d'autres ont brillé, à l'image de Bobby Charlton qui a mené l'Angleterre à la Coupe du monde huit années plus tard et en est devenu un des plus emblématiques joueurs de l'histoire. Manchester United a remporté sa première coupe d’Europe dix ans après l’accident avec deux survivants du crash dans ses rangs : Bill Foulkes et Bobby Charlton.

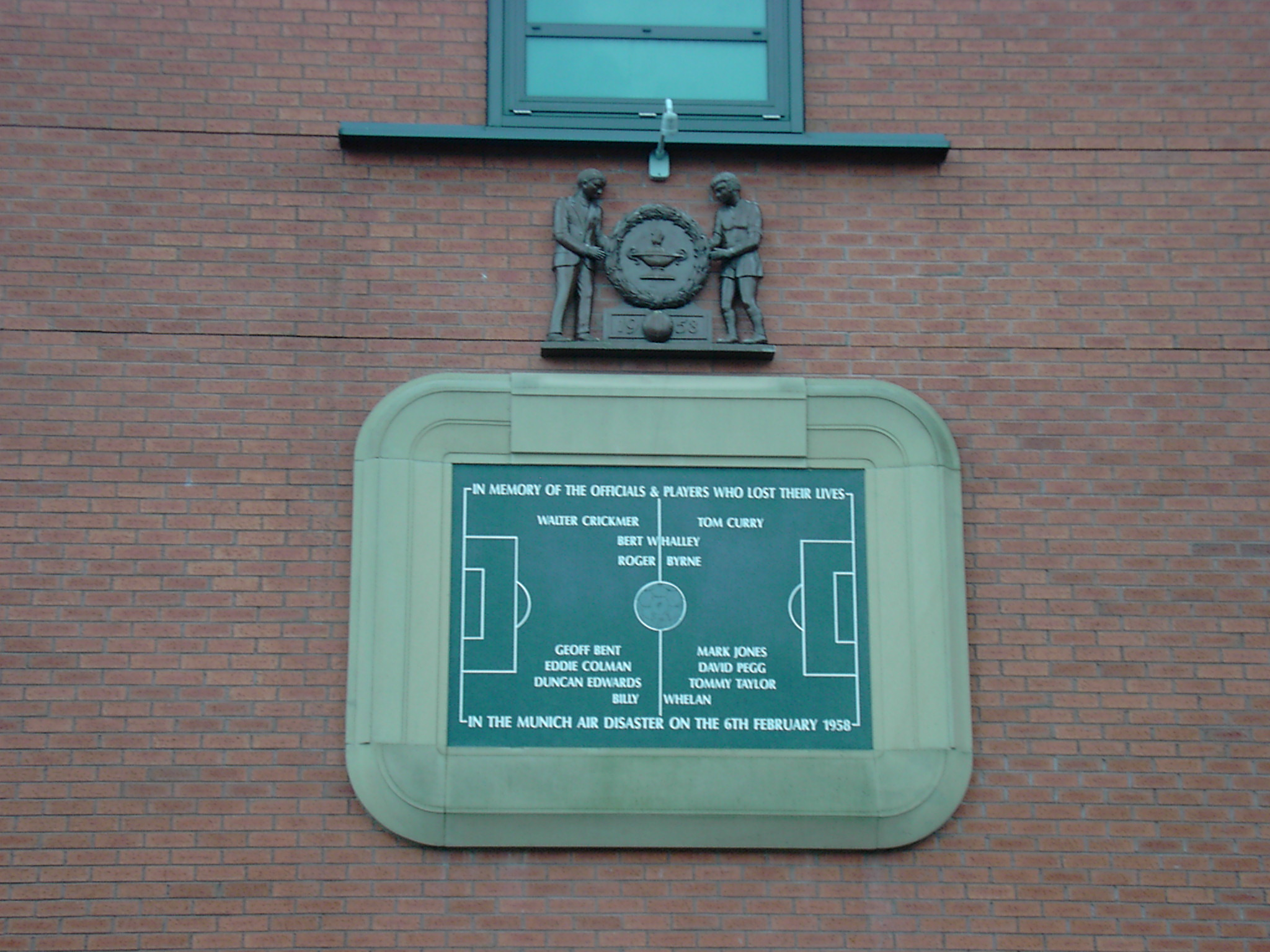
Plaque commémorative de l'accident 1958 à Old Trafford.

### Victimes du crash

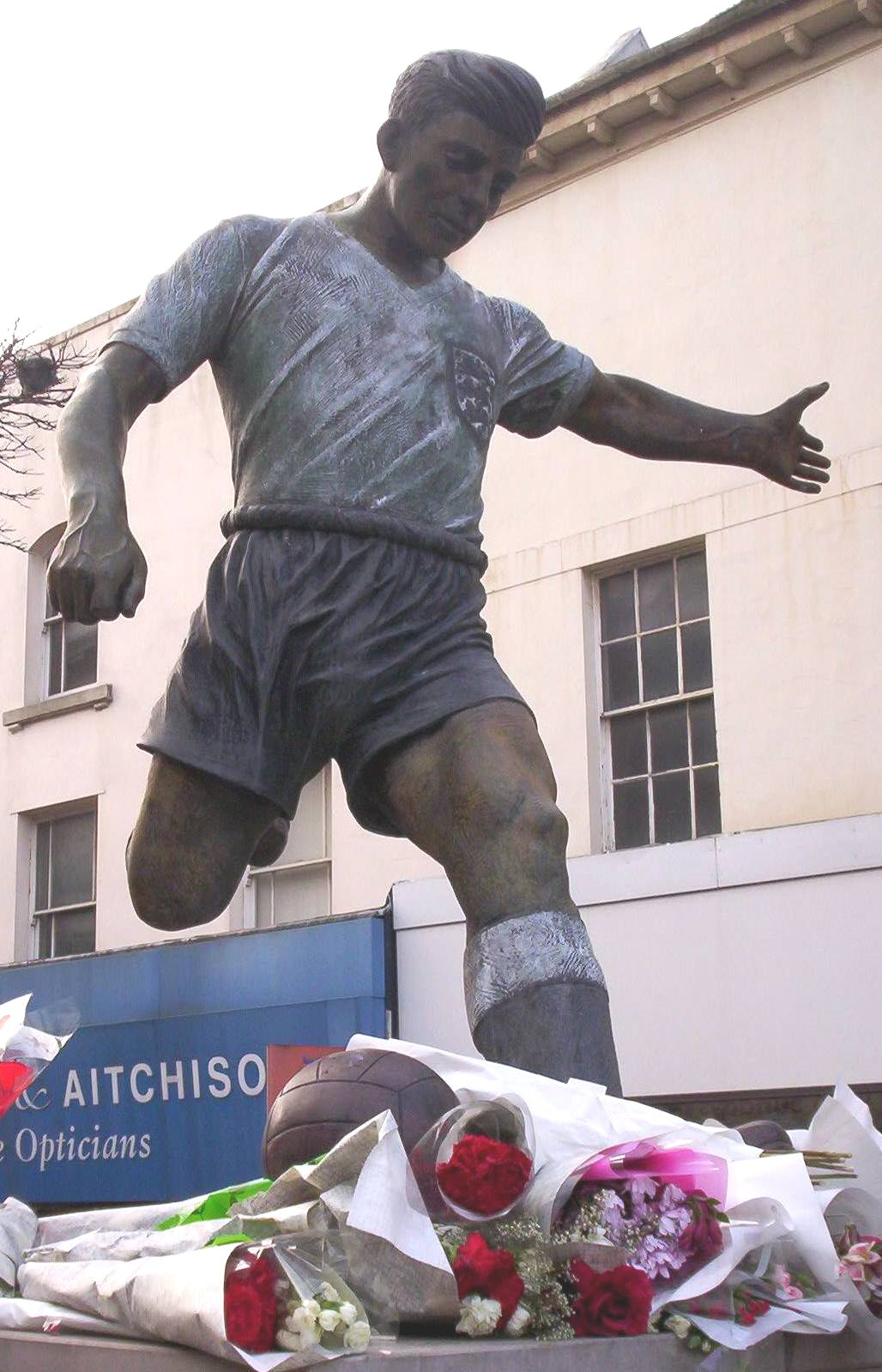
Statue de Duncan Edwards.

| Nom complet                    | Métier/Poste                        | Note |
| ------------------------------ | ----------------------------------- | --- |
| Geoff Bent                     | Défenseur central                   | |
| Roger Byrne                    | Défenseur central                   | |
| Eddie Colman                   | Wing Half                           | |
| Duncan Edwards                 | Milieu gauche                       | Survit au crash mais meurt quinze jours plus tard à l'hôpital.                                                            |
| Mark Jones                     | Milieu de terrain                   | |
| David Pegg                     | Ailier gauche                       | |
| Tommy Taylor                   | Avant-centre                        | |
| Liam Whelan                    | Milieu offensif                     | |
| Walter Crickmer (en)           | Secrétaire                          | |
| Tom Curry                      | Entraîneur                          | |
| Bert Whalley                   | Entraîneur                          | |
| Capitaine Kenneth Rayment (en) | Copilote                            | Survit au crash mais meurt trois semaines plus tard à l'hôpital à cause de multiples blessures dont certaines au cerveau. |
| Tom Cable                      | Personnel navigant commercial       | |
| Alf Clarke                     | Manchester Evening Chronicle        | |
| Donny Davies                   | Manchester Guardian                 | |
| George Follows                 | Daily Herald                        | |
| Tom Jackson                    | Manchester Evening News             | |
| Archie Ledbrooke               | Daily Mirror                        | |
| Henry Rose                     | Daily Express                       | |
| Frank Swift                    | News of the World                   | |
| Eric Thompson                  | Daily Mail                          | |
| Bela Miklos                    | Employé dans une agence de voyages  | |
| Willie Satinoff                | Propriétaire d'un circuit de course | supporter du Manchester United FC et ami proche de Matt Busby.                                                            |

Légende :
- Joueurs du Manchester United Football Club
- Personnel de l'équipe de Manchester United
- Personnel de la compagnie
- Journalistes
- Autres passagers

### Survivants

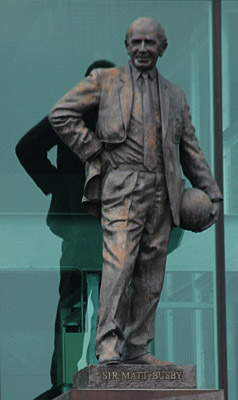
Statue de Matt Busby à Old Trafford, stade du Manchester United Football Club.

| Nom complet                       | Métier/Poste                     | Note                                                            |
| --------------------------------- | -------------------------------- | --------------------------------------------------------------- |
| Johnny Berry                      |                                  | N'a jamais rejoué après le crash. Meurt en 1994.                |
| Jackie Blanchflower               |                                  | N'a jamais rejoué après le crash. Meurt en 1998.                |
| Dennis Viollet                    |                                  | Meurt en 1999.                                                  |
| Ray Wood                          |                                  | Meurt en 2002.                                                  |
| Bobby Charlton                    |                                  | Meurt en 2023.                                                  |
| Bill Foulkes                      |                                  | Meurt en 2013.                                                  |
| Harry Gregg                       |                                  | Meurt en 2020.                                                  |
| Kenny Morgans                     |                                  | Meurt en 2012.                                                  |
| Albert Scanlon                    |                                  | Meurt en 2009.                                                  |
| Matt Busby                        | Manager                          | Meurt en 1994.                                                  |
| Margaret Bellis                   | Hôtesse                          | Meurt en 1998.                                                  |
| Rosemary Cheverton                | Hôtesse                          |                                                                 |
| George William "Bill" Rodgers     | Opérateur radio-navigant         | Meurt en 1997.                                                  |
| Capitaine James Thain (en)        | Pilote                           | Meurt en 1975.                                                  |
| Ted Ellyard                       | Radiotélégraphiste du Daily Mail |                                                                 |
| Peter Howard                      | Photographe du Daily Mail        |                                                                 |
| Frank Taylor (en)                 | Journaliste pour News Chronicle  | Meurt en 2002.                                                  |
| Vera Lukić                        |                                  | Sauvée par Harry Gregg. Enceinte de son fils Zoran lors du vol. |
| Vesna Lukić (fille de Vera Lukić) | Sauvée par Harry Gregg.          |                                                                 |
| Eleanor Miklos                    | Femme de Bela Miklos.            |                                                                 |
| Nebojša Bato Tomašević            | Diplomate                        | Meurt en 2017.                                                  |

Légende :
- Joueurs du Manchester United Football Club
- Personnel de l'équipe de Manchester United
- Personnel de la compagnie
- Journalistes et photographes
- Autres passagers

## Dans la culture populaire
- La catastrophe aérienne fait l'objet d'une chanson Munich Air Disaster 1958, de Morrissey enregistrée en 2004 servant de Face B au single Irish Blood, English Heart.
- En 2011, le film United[18] raconte le crash et les mois qui ont suivi. Le film, réalisé par James Strong, a été diffusé le 24 avril 2011 sur BBC 2 et est sorti le 8 août 2011 au cinéma en Angleterre.

Distribution sommaire
- Dougray Scott : Matt Busby, le manager de Manchester United blessé dans le crash
- David Tennant : Jimmy Murphy, l'entraîneur de l'équipe pendant que Matt Busby se remettait de ses blessures à l'hôpital
- Jack O’Connell : Bobby Charlton, un des joueurs survivants
- Thomas Howes : Mark Jones, le capitaine de l'équipe de Manchester United au moment du crash
- Sam Claflin : Duncan Edwards, le joueur décédé des suites de ses blessures deux semaines après le crash

## Accidents similaires
- En 1949, le drame de Superga : l'avion qui transportait la grande équipe du Torino FC (quadruple vainqueure du championnat d'Italie) s'écrase, les 31 passagers trouvèrent la mort.
- En 1960, un C-46 Commando s'écrase tuant un groupe de joueurs de football américain de l'université de California Polytechnic State University.
- En 1960, 8 membres de l'équipe nationale de football du Danemark disparaissent dans un accident au décollage de leur avion, à Kastrup.
- En 1961, l'équipe entière de patinage artistique américaine trouve la mort, lors du crash de son avion en Belgique, au total 73 personnes trouvèrent la mort.
- En 1962, un Boeing 307 s'écrase sur le Monte Renoso en Corse. Les équipes masculines et féminines senior du BBCB, club emblématique à Bastia, sont décimées. En tout 25 personnes trouvent la mort.
- En 1970, l'avion qui transportait l'équipe de football américain Wichita State University s'écrase, 31 des 40 personnes à bord trouvent la mort.
- En 1970, le vol Southern Airways 932  qui transportait l'équipe de football américain des Marshall Thundering Herd s'écrase, 71 membres de l'équipe trouvent la mort ainsi que l'équipage.
- En 1972, le vol Fuerza Aérea Uruguaya 571 transportant une équipe de rugby s'est écrasé dans les Andes, 16 des 45 occupants de l'appareil ont survécu pendant 72 jours, avant l'arrivée des secours, en mangeant les cadavres de leurs compagnons.
- En 1977, le crash d'un DC-3 dans l'Indiana tue toute l'équipe de basket-ball de l'Université d'Evansville.
- En 1979, la collision aérienne de Dniprodzerjynsk, survenue en Ukraine, fait 178 morts, dont 17 membres de l'équipe de football de Pakhtakor Tachkent.
- En 1987, tous les membres de l'équipe de football du club d'Alianza Lima meurent dans le crash d'un Fokker F27, le seul survivant est un membre d'équipage.
- En 1989, le crash du vol Surinam Airways 764 tua un groupe de footballeurs surinamiens jouant aux Pays-Bas. Cet accident coûte la vie à 176 personnes, seulement 11 survivent.
- En 1993, le vol Zambian Air Force 319 s'écrase en mer, tuant toute l'équipe nationale de Zambie de football. Les trente personnes à bord trouvent la mort.
- En 2001, l'avion qui transporte l'équipe universitaire de basket-ball des Oklahoma State Cowboys s'écrase dans le Colorado, deux joueurs et huit autres membres de l'encadrement trouvent la mort.
- En 2011, un Yakovlev Yak-42, assurant le vol Yak-Service 9633, s'écrase entraînant le mort de 43 personnes, dont 26 joueurs faisant partie de l'équipe de hockey sur glace du Lokomotiv Iaroslavl et 11 membres du personnel du club russe. Ce vol devait emmener les joueurs à Minsk, en Biélorussie pour l'ouverture du championnat de la Ligue continentale de hockey.
- En 2016, le vol LaMia 2933 s'écrase, avec 77 personnes à son bord, dont l'équipe de football brésilienne de Chapecoense qui s'apprête à disputer la finale de la Copa Sudamericana face à l'Atlético Nacional, seulement 6 personnes survécurent.
- En 2018, un hélicoptère AgustaWestland AW169 s'écrase à proximité du King Power Stadium de Leicester, avant de prendre feu, tuant ainsi ses 5 occupants dont le président du Leicester City Football Club : Vichai Srivaddhanaprabha.
- En 2019, le Piper PA-46 Malibu qui transportait le joueur de football argentin Emiliano Sala de Nantes (ville de son ancien club) à Cardiff (ville de son nouveau club) s’écrase dans la Manche.
- Le 26 janvier 2020, l'hélicoptère privé de Kobe Bryant, un Sikorsky S-76, s'écrase alors qu'il survolait Calabasas. La star de NBA et sa fille Gianna "Gigi" Bryant périssent, ainsi que les 7 autres personnes à bord, dont 2 coéquipières de la jeune fille. L'équipage se dirigeait vers la Mamba Academy, où les adolescentes devaient s'entraîner[19].

## Médias
L'accident a fait l'objet d'un épisode dans la série télé Air Crash nommé « Le crash du Munich » (saison 11 - épisode 5).